# 凤岭街道
凤岭街道，是中华人民共和国贵州省遵义市凤冈县下辖的一个街道办事处。
2021年7月，设立凤岭街道，辖原龙泉街道文峰社区、柏梓村、六里村，原花坪镇宏丰社区、两河口村，原永和镇青滩村，街道办事处驻文峰社区。。

## 行政区划
凤岭街道下辖以下地区：
文峰社区、柏梓村、六里村、宏丰社区、两河口村、青滩村。